# La hanul lui Mânjoală
La hanul lui Mânjoală este o nuvelă scrisă de Ion Luca Caragiale. Această nuvelă are particularități care o fac unică în contextul literaturii naționale, dar și universale; este o operă în care se disting cu ușurință trei universuri diferite: comic, tragic și fantastic.
Nuvela a fost publicată pentru prima oară în 1898, în revista ilustrată Gazeta Săteanului. Textul a fost retipărit în volumele „Momente și schițe” (1901) și „Nuvele, povestiri” (1908).
Tragicul și fantasticul își pun amprenta asupra creației sale nuvelistice (O făclie de Paște, Păcat, Calul dracului, În vreme de război), în timp ce nota comică se face simțită în schițe (D-l Goe, Vizită..., Telegrame, Bubico ) și în cele patru comedii de moravuri și caracter (O scrisoare pierdută, O noapte furtunoasă).

Scriitorul afirmă: 
„Eu nu scriu decât despre viața noastră și pentru viața noastră, căci alta nu cunosc și nici nu mă interesează.”
 Asemenea lui Maiorescu și lui Eminescu, el se declară împotriva beției de cuvinte, a incapacității de a gândi, precum și a parventismului.
Una din formele de ispitire drăcească capabilă să degradeze fizic și moral făptura umană și chiar s-o dirijeze ca o fatalitate oarbă spre moarte este erotismul. Dacă în narațiunea scrisă de I.L. Caragiale "La conac" diavolul își păstrează atributele masculine, numeroși alți autori precum Mihai Eminescu, Gala Galaction sau Mircea Eliade corelează împlinirea senzuală cu atracția aproape morbidă către feminitatea infernală.
Motivul demonului feminin ilustrează frecvent ideea unei euforii erotice care ascunde adesea un complex al frustrării, adică al dorinței intime reprimate în subconștient, ce răsare la suprafața trăirilor imaginare.
Forțele supranaturale intervin pentru a ajuta dragostea pasională, adesea nelegitimă în planul relațiilor omenești, să se realizeze, căzând în păcat. La fel se întâmplă și cu Fănica: femeia este vazută mai ales în calitate de obiect al dorinței, privind plăcerea carnală și dezlănțuirea senzuală ce apropie viața de spasmul morții. Astfel femeia, ca întruchipare demonică, manifestă exigențele unei personalități devoratoare.
Ca și Gala Galaction, Caragiale cultivă satanismul romantic, fructificând reprimarea sau dimpotrivă consumarea unui erotism violent, irepresibil, ispășit în chip tragic printr-o purificare a pasiunilor care salvază sufletul omenesc de păcatul comis.
I.L. Caragiale a alcătuit un portret al femeii demonice, cel al "cucoanei Marghioala", o vaduvă atrăgătoare, bună gospodină și negustoriță, dar mai ales ochioasă, exercitându-și în mare parte puterea de atracție prin simțul văzului. Intensitatea privirii reprezintă în acest caz o dovadă a incandescenței trăite, a pasiunii izvorâte la vederea ispitei.
Hangița-vrăjitoare îl devorează din priviri pe flăcăul lipsit de experiență sentimentală, căruia îi releva puterea tiranică a erosului carnal. Mânjoloaia e înconjurată de o mică suită infernală: bătrâna jupâneasă, cotoiul (un avatar al demonului), adjuvant al oricărei vrăjitoare, și iedul negru.
Eroul plecat spre casa pocovnicului Iordache spre a se căsători cu fiica acestuia este sedus de hangița cu natură,pasională, care îi face farmece ca să-l rețină lângă ea. "Scos cu tărăboi" din mrejele văduvei, tânărul se întoarce la han de trei ori, obligându-l pe viitorul socru să îl trimită la un schit în munți, ca să-și revină. După 40 de zile de recluziune și viață monahală, flăcăul alungă imaginea demonului feminin și consimte să se însoare.

## Vezi și
- Proza fantastică românească